# Hementerin
Hementerin ist eine Metalloprotease, das im Speichel eines hämatophagen Egels namens Haementeria depressa entdeckt wurde. Das Enzym ist verantwortlich für die Antikoagulation nach dem Biss, um somit die Dauer des Blutsaugens an einem Wirt zu verlängern. Es wurde im Jahre 1955 am Instituto Butantan in São Paulo von Gastão Rosenfeld entdeckt.

## Funktion
Als Protease ist das Enzym in der Lage, Plasmaproteine zu spalten, die eine wichtige Rolle bei der Blutgerinnung spielen. Ein Plasmaprotein ist beispielsweise das Fibrinogen. Nach dem Zerfall des Fibrins durch das Enzym werden die Untereinheiten des Fibrinogens gespalten: FGA (fibrinogen alpha chain), FGB (fibrinogen beta chain) und FGG (fibrinogen gamma chain). Durch das Fehlen dieser Fibrinogene im Blutplasma wird die Blutgerinnung gehemmt (Antikoagulation). Zusätzlich kann das Enzym die Thrombozytenaggregation inhibieren, das durch die Aktivierung der Stickstoffmonoxid-Biosynthese (NO-Synthasen) durch das Kollagen erfolgt. Die fibrinolytische Aktivität wird durch EDTA gehemmt.

## Aminosäuresequenz
Die Aminosäuresequenz des Hementerins sieht nach dem Einbuchstabencode folgendermaßen aus:
```
        10         20         30
XTLSEPEPTC SIEYFRYQAI EDCEYSISVK
```